# Peter Robbins
Peter Robbins, pseudonimo di Louis Nanasi (Los Angeles, 10 agosto 1956 – Oceanside, 18 gennaio 2022), è stato un attore e doppiatore statunitense, noto per essere stato la prima voce di Charlie Brown nei cartoni animati negli anni sessanta.

## Biografia
Nato in una famiglia di discendenza ungherese, era il fratello minore dell'attrice Ahna Capri. Nel corso della sua carriera ha ricevuto quattro candidature al Premio Grammy nella sezione "Miglior album di musica per bambini". È morto suicida a 65 anni il 18 gennaio 2022  dopo una lotta contro le malattie mentali di cui stava soffrendo.

## Filmografia

### Cinema
- Le astuzie della vedova (A Ticklish Affair), regia di George Sidney (1963)
- Da un momento all'altro (Moment to Moment), regia di Mervyn LeRoy (1966)
- I pascoli dell'altopiano (And Now Miguel), regia di James B. Clark (1966)
- Good Times, regia di William Friedkin (1967)
- Boatniks - I marinai della domenica (The Boatniks), regia di Norman Tokar (1970) - non accreditato

### Televisione
- Gli uomini della prateria (Rawhide) – serie TV, episodio 6x19 (1964)
- The Donna Reed Show – serie TV, episodio 6x24 (1964)
- Vacation Playhouse – serie TV, episodio 2x01 (1964)
- I mostri (The Munsters) – serie TV, episodio 1x04 (1964)
- The Farmer's Daughter – serie TV, episodio 2x12 (1964)
- The Joey Bishop Show – serie TV, episodi 3x23-4x12 (1964)
- Amore in soffitta (Love on a Rooftop) – serie TV, episodio 1x06 (1966)
- ABC Stage 67 – serie TV, episodio 1x10 (1966)
- F.B.I. (The F.B.I.) – serie TV, episodio 2x15 (1967)
- I forti di Forte Coraggio (F Troop) – serie TV, episodio 2x19 (1967)
- Get Smart – serie TV, episodio 3x13 (1967)
- Blondie – serie TV, 16 episodi (1968-1969)
- Bracken's World – serie TV, episodio 2x11 (1970)
- Io e i miei tre figli (My Three Sons) – serie TV, episodio 12x21 (1972)

### Doppiaggio
- Charlie Brown in Arriva Charlie Brown, Buon Natale, Charlie Brown!, Siamo tutti campioni!, Aspettando il Grande Cocomero, Hai preso una cotta, Charlie Brown!, Snoopy è il tuo cane, Charlie Brown!, L'estate passa in fretta, Charlie Brown!